# 大阪湾最低潮位
大阪湾最低潮位（おおさかわんさいていちょうい、蘭：Osaka Peil）は、大阪湾と淀川における高さの基準とするために、潮汐の最低値を定めたものであり、特殊基準面の一つである。O.P.  と略される。なお、「Peil」は、「水位」または「基準面」を表すオランダ語である（量水標を参照）。

## 定義・概要・基準標
1874年（明治7年）に大阪港（天保山）の最低潮位をO.P.±0.0mと定義した。1963年以降は、東京湾平均海面(T.P.)とは、O.P. = T.P. + 1.3000mの関係がある。すなわちO.P.の基準面は、T.P.の基準面より1.3000mだけ低い。例えば、O.P.4.3m を換算すると、T.P.3.0m となる。
なお、T.P.は平均海面からの高さであるのに対して、O.P.は最低潮位からの高さであるので、大阪湾の平均海面が東京湾の平均海面と比べて1.3mだけ低いわけではないことに注意すべきである。
潮位は、本来は満潮と干潮の間の平均海面を基準面とし、海抜ゼロメートルとして標高の基準としているが、実際に潮位を表す場合は潮位が負の値とならないよう干潮時（最低潮位）を原点としている。
港湾や河川を管理する時の基準となる。とくに洪水や高潮を想定した防波堤・堤防整備などの防災計画を推進するうえでの基準として用いられている。
1886年（明治19年）天保山にあった砲台の跡地に基準標を初めて設けた。当時の基準値は「O.P.+2.045m」と定めていた。その後淀川改修工事の一環として1907年（明治40年）毛馬洗堰・閘門が完成したのを機に数カ所あった基準標のうちの一つを恒久的な基準となる場所として1935年（昭和10年）毛馬洗堰下流右岸岸壁の最下端の隅笠石にある釘打の頂点に「毛馬基標」を設けた。その時の基準値を「O.P.15.50、4.697m」と定め、1966年（昭和41年）に茨木市大字福井にある国土地理院の基準水準点「基21」に移すまで使用された（またこの「毛馬基標」は国土地理院の基準水準点111号にも指定されていた）。
基準水準点「基21」に移動された理由は、1946年（昭和21年）12月21日に起きた南海地震や地盤沈下などでこの「毛馬基標」の基準値を維持出来なくなったため、前述の O.P. = T.P. + 1.3000m を定義するためにこの基準値を、移転先の「基21」の標石下65.4235mをO.P.±0.0mと定めてこれを新たな基準としたからである。
現在保存されている旧毛馬閘門のほとりに同じく記念保存された「毛馬基標」の盤面に明治40年当時の基準値「BM O.P.15.50、4.697m」（BMとは水準点、15.50とは当時日本で使われていた尺貫法の尺である）と刻まれている

## 数値の変遷
O.PとT.P.との関係は不変ではない。明治期にはT.P-1.0445mであったが、1953年にT.P-1.20mに変更され、更に1963年に現行のT.P-1.30mとなった。この変更は関係機関による「O.P.委員会」を開催するなどして検討された結果によるものである。

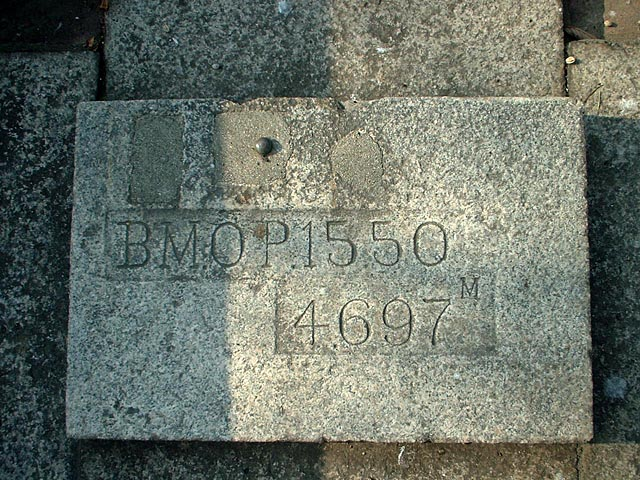
かつて毛馬洗堰のほとりに設けてあった「毛馬基標」の記念保存された現状。現在基準標は茨木に移され、この「毛馬基標」は地図にも掲載されておらず、成果の使用は不可となっている。